# Mileč
Obec Mileč (německy Milletsch) se nachází v okrese Plzeň-jih, kraj Plzeňský. Žije zde 343 obyvatel.

## Historie
První písemná zmínka o obci pochází z roku 1352.

## Pamětihodnosti
- Kostel svatého Petra a Pavla

## Části obce
- Mileč
- Bezděkovec
- Maňovice
- Záhoří
- Želvice